# Вайль, Курт
Курт Юлиан Вайль (также Вейль; нем. Kurt Julian Weill; 2 марта 1900, Дессау, Германия — 3 апреля 1950, Нью-Йорк, США) — немецкий композитор, наиболее известный по своему сотрудничеству с драматургом Бертольтом Брехтом.

## Биография
Курт Вайль, сын главного кантора синагоги в Дессау и автора литургической музыки Альберта Вайля. В 1918—1924 годах учился в Берлине, сначала у Энгельберта Хумпердинка (композиция), Фридриха Коха (контрапункт) и Рудольфа Крассельта (дирижирование), затем у Ферруччо Бузони и Филиппа Ярнаха. Раннее творчество Вайля находится под влиянием его учителей и Стравинского. В середине 1920-х годов Вайль, стремясь к социальной действенности своей музыки, сознательно упростил свой музыкальный язык, введя в него новые популярные идиомы, в том числе элементы джаза.
В содружестве с драматургом Георгом Кайзером Вайль создал ряд сочинений: кантату «Новый Орфей» (1925), оперы «Протагонист» (1926) и «Царь фотографируется» (1928).
В 1927 году состоялось знакомство Вайля с поэтом и драматургом Бертольтом Брехтом, положившее начало длительному и плодотворному сотрудничеству. Первым совместным опытом стала созданная в том же году небольшая зонг-опера «Махагони», двумя годами позже превращённая в полноценную оперу «Расцвет и падение города Махагони». По сочинениям Брехта Вайль написал «Берлинский реквием» (1928), балет с пением «Семь смертных грехов». Славу драматургу и композитору принесла постановка в 1928 году в Театре на Шиффбауэрдамм пьесы Брехта «Трёхгрошовая опера» с музыкой Вайля; зонги из спектакля сразу приобрели широкую популярность.
В 1933 году эмигрировал из нацистской Германии в Париж, а в 1935 году — в США. Продолжал там активно работать в жанре музыкального театра и мюзикла. Дебютировал в Нью-Йорке библейской драмой «Путь обета» по либретто Ф. Верфеля (сочинена в 1935 году, поставлена М. Рейнхардтом в 1937-м). За американский период жизни Вайль написал 10 мюзиклов, многие из которых — «День отдыха Никербокера» (1938), «Уличная сцена» (1947, по пьесе Элмера Л. Райса), «Потерян в звёздах» (1949) и другие — вошли в число наиболее популярных, наряду с мюзиклами Дж. Гершвина и И. Берлина. Увлечённый сионистской идеей, Вайль написал в 1948 году музыку для театрального зрелища по драме Бена Хекта «Рождение флага», поставленного в ознаменование провозглашения Государства Израиль с участием П. Муни, Цили Адлер и М. Брандо.
Творчество Вайля занимает особое место в музыкальной культуре XX века. Некоторые мелодии Вайля, из которых наиболее популярна «Баллада о Мэкки-Ноже» из «Трёхгрошовой оперы», стали джазовыми стандартами. Вайль — один из немногих композиторов, сумевших создать настоящий мост между «серьёзной» и «лёгкой» музыкой. Он оказал большое влияние на академических композиторов (К. Орфа, Б. Бриттена), на всю европейскую и американскую песенную культуры, а также стал предтечей музыкальной полистилистики, развитой в 1970-е-1990-е гг. А. Шнитке.
Курт Вайль дважды был женат на австрийской актрисе Лотте Ленья: первый брак, заключённый в 1926 году, завершился в 1933 году разводом, однако в 1937 году пара вновь заключила брак, продлившийся до смерти композитора. В 1943 году принял гражданство США.